# ひむろゆり
ひむろ ゆりは、日本の女性声優。北海道出身。主にアダルトゲームに声をあてている。2012年12月までは氷室百合名義で活動していた。
AG-promotionを2012年8月31日付で退所した後、明神下スタジオへの所属を経てフリーになる。

## 出演作品
太字は主役・メインキャラクター。

### ゲーム

#### 2007年
- 女教師陵辱セミナー(隷属 REIZOKU ～巨乳姉妹調教授業～)（小野寺 あかり）

#### 2008年
- ニセ教師（佐波 美奈）[4]
- クラス全員オレの嫁（沢渡 花梨[4]、霜月 夏子）
- さくらんぼシュトラッセ（長老）
- 狂イク指導〜大和撫子再生計画〜（佐伯 カオリ）[4]
- 学園ペッツ2 〜プールサイドの飼育活動〜（佐伯 まどか）[5]
- 少女玩具に忘却の褥を ～健忘陵辱～（杉村 葵）

#### 2009年
- 淫らな車窓から（笠屋 千鶴）
- Spicy Spycy!（マユミ・S）
- くる～ず☆クルーズ ～少女の10年と小さな約束～（山田 佐智子）
- セーラー服心療妻科 ～内緒のえっちなカウンセリング～（柴崎 鏡夏）
- 聖天使ユミエル シャドークルセイド（一之瀬 恵理子）
- 姫×姫（長澤 菜南）[4]
- 姉@マス -THE ANE MASTER-（花見沢 乃絵留）
- KISS×600 管理人さんのポニーテール（散里 蹴鞠）
- 淫辱心療クラブ（真庭 伊吹）[6]
- 秘蹟神姫アルカナセイバー（姫川 幸乃）
- 涼宮ハ○ヒの撮影（ハルヒ）
- 愛玩隷嬢 -淫虐のコントラクト-（氷室 愛）
- うまごやプリンセス（メイド）

#### 2010年
- 林間島（水城 美沙緒）
- ナンパ生ハメ 中出し万歳2（秋空 実花）[7]
- 翼をください（稲置 涼子）[8]
- Maximum Magic（セメーレ＝エルナト）[4]
- ぺたぺた（塩川 澪）[9]
- 廻り巡ればめぐるときっ!?（小屋敷 琴）
- 姦獄学園 ～学園公認、恥辱の課外授業～（霧島 勇希）
- 叔母穴 ～オーバーホール～（真田 千尋）
- 狂った教頭2 〜この支配からの卒業〜（藤眞由梨絵）[10]
- ボクラはピアチェーレ（高野 琴子）
- 処女はお姉さまに恋してる 2人のエルダー（藤沢 姿子）
- 監獄戦艦2 〜要塞都市の洗脳改造〜（マヤ・コーデリア）[11]
- この歌が終わったら -When this song is over-（白峯 飛鳥）[12]
- Elle:PrieR 〜しあわせの欠片をさがして〜（那須 みのり）[4]
- なびnavi☆おーしゃん 〜恋のクルージングは風まかせ〜（謎の道化師）[13]
- サナトリウムの雌豚（森田 華音）
- 眠り姫の眠らぬ夜に…（プリメル姫）[14]
- ONLY YOU 2（元カノ）

#### 2011年
- 純潔★女神さまっ! 「種付けしてください、ダンナさまっ!」（イザナミ）
- 触祭の都（望月 久美）[15]
- LILITH-IZM06 〜デジアニメwithリリー&リリア外伝〜（マヤ・コーデリア）[16]
- 聖戦姫ヴァルキュア・シスターズ（桜井 奈月/ヴァルキュア・ムーン）
- Marguerite Sphere -マーガレット スフィア-（多良見 渚）
- いじらレンタル〜エロあまおねえさんに貸し出されちゃった!!〜（桜元 優）[17]
- 三射面談 ～連鎖する恥辱・調教の学園～（萩浦　愛奈）
- SISTERS 〜夏の最後の日〜（神村 千夏）[18]
- 隷属の魔女エイプリル〜淫辱の魔法調教〜（エイプリル）[19]
- 超魔汁! ～精液充填ダンジョン攻略～（ヴィオレッタ）
- KISS×700 KISS探偵（水芭蕉 蕾）
- ディバインハート・マキナ -敗辱の淫墜戦士-（来須 麻希奈/ディバインハート・マキナ）[20]
- 肛魔の巫女（円）
- 電撃ストライカー（ストライカー空）[21]
- 裏教師 〜背徳の淫悦授業〜（黒澤 沙織）[22]
- 対魔忍ユキカゼ（水城 ゆきかぜ）[23]
- 魔法神姫リリカ（トリニティ）[24]
- 姦獄島（雨宮 ほのか）[25]
- 男痴妻〜オトコト、シマクル、オンナタチ〜（富樫 まゆみ）[26]
- 現在もいつかもふぁるなルナ（フェアリー）[27]
- パパラブ〜パパとイチャエロしたい娘達と一つ屋根の下で〜（木崎 氷華）[28]
- 聖麗奴学園（森村 夕華）[29]
- 純聖天使プリミティ☆シエル 〜セカイと共に堕ちる少女たち〜（鳴海 天音/プリミティ・シエル）[30]

#### 2012年
- 昏き祟りの森で（播磨 壱奈）[31]
- 愛する妻、真理子が隣室で抱かれるまで ～あなたが知らない事、彼がたくさん教えてくれました～（指原 真理子）
- ドM男探偵がイク 勝手にイッたらオシオキよ!（能美 素乃子）[32]
- 決戦!乙女たちの戦場3〜電撃作戦!戦果はエースの名のもとに〜（ユニ・ケルケル）[33]
- アオリオ（藤原 麻美）[34]
- 超電激ストライカー（ヒルコ、ストライカー空）
- 魔王のくせに生イキだっ!（デメララ）[35]
- 僕以外の男を知らない彼女が他の男に抱かれていた -教育実習先で寝取られる彼女-（松下 志保）[36]
- 絶体絶命少女（龍帝 由貴）[37]
- ディバインハート マキナ 外伝01 ～マキナ学内調教篇～（来須麻希奈/マキナ）
- ディバインハート マキナ 外伝02 ～淫蟲放卵記篇～（来須麻希奈/マキナ）
- ディバインハート マキナ 外伝03 ～マキナ悪堕篇～（来須麻希奈/マキナ）
- 秘蹟神姫アルカナセイバーR（姫川 幸乃）[38]
- ディバインハート マキナ 外伝05 ～悪魔の超科学!篇～（来須麻希奈/マキナ）
- ディバインハート マキナ 外伝06 ～衝撃の丸呑敗北!～（来須麻希奈/マキナ）
- 戦極姫4〜争覇百計、花守る誓い〜（足利義昭[39]）
- ディバインハート カレン ～姦墜洗脳の罠～（ディバインハート・マキナ）

#### 2013年
- SISTERS ～夏の最後の日～ ULTRA EDITION（神村 千夏）
- 魔法少女カナタTS（神余 カナタ）[40]
- 受精してよ千鶴さん! ～人妻と恋するひと夏～（栗原 千鶴）
- 百姓繚乱コナギいっき! ～人外魔姦伝～（コナギ）
- 魔王のくせに生イキだっ!2 〜今度は性戦だ!〜（デメララ）
- 爆乳淫乱家庭教師（ミヨーニ）
- AngelBitch! ～淫乱ドスケベ痴ロリと僕のセックス三昧生活～（悠奈）
- ふたなり★アイドルでかたま系 ～私たちの「フルーツ」いっぱい撮ってね★～（白鳥沢 みずほ）

#### 2014年
- 狙われた女神天使エンゼルティアー ～守った人間達に裏切られて～（舞島 優理）[41]
- 110 ～産婦人科 死刑囚 病院ジャック～（工藤 綾）
- らぶ♥らぶ♥らいふ ～お嬢様7人とラブラブハーレム生活～（レオーネ・ゴールドバッハ）
- 巫女喰イ ～魔手ノ黒箱～（綾咲 椿）
- デモニオンII ～魔王と三人の女王～（ベアトリス）
- 奪われた学園 ～罠に堕ちた優等生～（黛 千夏）
- 星織ユメミライ（その他）
- ディバインハート カレンSP ～変身ヒロイン完全敗北! トリロジー～（ディバインハート・マキナ）
- ディバインハート カレンSP ～偽ディバインハート誕生! 前編～（ディバインハート・マキナ）
- ディバインハート カレンSP ～悪堕ち娘の淫靡な日常～（来須 麻希奈/マキナ）
- ディバインハート カレンSP ～クズ市民! 最強のバッドエンド!～（ディバインハート・マキナ）
- 魔王のくせに生イキだっ! とろとろトロピカル!（デメララ・オレンダイン）
- 寝取王 -ネトリキング-（宝田 瞳）
- どうして、そんなに黒い髪が好きなの?（祟女 椚）
- 七姫コレクション ～美しき巨乳姫と人類最強の男～（マナ）
- 憑夜ノ村（上条 栞）
- 牝教師4 〜穢された教壇〜（神山 優理）
- 対魔忍アサギ 決戦アリーナ（水城 ゆきかぜ、桐生 美琴、ベロニカ・ヴェロール）[42][注釈 1]
- 新生 ふたなりアイドル★でかたま系 ～追加イベントてんこ盛り! 射精の宴スペシャル～（白鳥沢 みずほ）

#### 2015年
- 無法恥態〜格闘美少女達の淫辱バトル〜（姫神 響）[43]
- 聖麗奴学園 -ERE-（森村 夕華）
- 影狼（シルキス）[44]
- 対魔忍アサギ 決戦アリーナ（水城 ゆきかぜ、ベロニカ・ヴェロール）[42][注釈 1]
- 対魔忍ユキカゼ ANIMATION（水城 ゆきかぜ）
- 対魔忍ユキカゼ2（水城 ゆきかぜ）[45]
- 秘蹟神姫アルカナセイバー -ERE-（姫川 幸乃）
- 逆転魔女裁判 -優しい貴穂お姉ちゃんは魔女・痴女・ビッチ-（ラージャ）[46]
- ちんくる★ツインクル フェスティバル!（二見 聖奈）[47]

#### 2016年
- JD温泉。 エロエロダイナマイト女子大生との温泉生活。（鈴木 乃々果）
- アイドルパフパフマネージメント 芸能娘をHにバストUPプロデュース（宝生 綾音）
- ダンジョン オブ レガリアス 背徳の都イシュガリア（エドナ）
- 電車えっちパラダイス（みなみ）

#### 2017年
- 百奇繚乱の館（神門 莉理香）
- 催眠とろとろオペレーション ～院内美巨乳補完計画～（森宮 涼音）
- それでも妻を愛してる2（上杉 瑠美）
- 幕末尽忠報国烈士伝 -MIBURO-（服部武雄）

#### 2018年
- アナスタシアと7人の姫女神 〜淫紋の烙印〜 （ブリュンヒルデ）[48]
- キュートリゾート ～しようよ エッチなアクティビティ～（二見 聖奈）
- 対魔忍RPG（水城 ゆきかぜ）[49]
- 夏汁100％（海森 あやね）

#### 2020年
- 風雷戦姫 神夢（風祀 神夢）
- 創神のアルスマグナ（エンリ）
- プリンセスハートリンク ～剣姫たちの艶舞～（湊 葉桜）[50]
- 隷嬢管理棟 ～制服少女たちの搾乳隷属記～（天ヶ瀬 七緒）[51]

#### 2021年
- 性欲☆天使（エルゥ）
- LiLiM Premium BOX 2 -旋風雷牙-（風祀 神夢）
- 巨乳軍人支配催眠「私の任務は貴方にご奉仕する事です。色んな穴をご自由にお使い下さい」（ニーナ・バイスヴェンガー）[52]

#### 2022年
- 恥辱の制服2（北白川 悠乃）

#### 2023年
- 無双の孕ませオナホ騎士団 ～強い牝を淫紋術で屈服させてエロ酷いことやりたい放題の絶対忠誠ハーレムを作る!～（エリカ）[53]

#### 2024年
- 熟れムチ爆乳冒険者パーティーは孕ませ肉オナホ!～継いだ宿屋を溜まり場にする年上メスたちをチン媚び全開のマゾ穴に躾けてやった!～（ルシリス）
- 巨乳アスリートたちは孕ませ肉オナホ ～陸上部、水泳部、バレー部、テニス部の意識高いメスたちで作る絶対忠誠のチン媚びハーレム!～（鷹宮 玲奈）
- 狙われた優等生 身代わりの代償（霧水 葵）

#### 2025年
- 超昂大戦 エスカレーションヒロインズ（閃忍ユキカゼ / 水城 ゆきかぜ）[54]
- 田舎暮らしハーレム ～巨乳な田舎娘たちとひたすら孕ませセックスするだけの性活～（静留）

### OVA
- 魔法少女えれな（オーヴィ）

#### 2013年
- 対魔忍ユキカゼ（水城ゆきかぜ）

#### 2018年
- OVA それでも妻を愛してる2（上杉 瑠美）

### ドラマCD
- 対魔忍ユキカゼ-ゆきかぜ抱き枕カバー ゆきかぜイチャラブCD付き（水城 ゆきかぜ）[55]
- 対魔忍ユキカゼ催眠CD ゆきかぜの甘い囁き（水城 ゆきかぜ）[56]
- 対魔忍ユキカゼ ゆきかぜ抱き枕カバー ゆきかぜトロ甘エッチCD付き（水城 ゆきかぜ）[57]
- ゆきかぜ抱き枕カバー/衣装違いVer.（水城 ゆきかぜ）[58]
- 対魔忍ユキカゼ ゆきかぜ抱き枕カバー ゆきかぜツンマゾイジメHCD付き（水城 ゆきかぜ）[59]
- オナホール 対魔忍ユキカゼ2 雷銃撃ホール Cセット 性処理淑女孕ませドラマCD（水城 ゆきかぜ）[60]
- リリスグッズセット ゆきかぜ催眠陵辱ドラマCD（水城 ゆきかぜ）[61]
- 仙獄学艶戦姫ノブナガッ!〜淫華繚乱、水着大戦!〜 限定版（エリザベート〈エマ〉バートリー ）[62]

## ラジオ
- ないある!（第79回 - 第88回）
- 緒田マリとひむろゆりの好き勝手やっちゃうもん！（2015年5月10日 - 7月19日)